# ヨーラム・グローバス
ヨーラム・グローバス（ヨーランとも、Yoram Globus、1941年9月4日 - ）は、イスラエルの映画プロデューサーである。

## 人物・来歴
英領パレスチナ（現在のイスラエル）のティベリアに生まれる。映画監督、映画プロデューサーのメナヘム・ゴーランは従兄である。
イスラエルの映画会社ノア・フィルムズに入社し、1966年、25歳のころ、同社でのゴーランの監督作『Fortuna』のプロデューサーとして名を連ねる。以降、イスラエルでプロデューサーとしての道を歩む。1978年、ボアズ・デヴィッドソン監督の『グローイング・アップ』が世界的にヒットする。
1979年、ゴーランとともに、キャノン・フィルムズを買収した。早撮り、低予算スタイルの映画を大量生産し、同社を1980年代を通じて急成長させたが、1993年には同社を閉じた。
1984年、エルサレム国際映画祭生涯業績賞を受賞した。

## 主な製作作品

### 1970年代
- 『暗黒街の顔役』　監督： メナハム・ゴーラン／主演： トニー・カーティス（1974年）
- 『MR.ダイヤモンド』　監督： メナハム・ゴーラン／主演： ロバート・ショウ（1975年）
- 『極道U.S.A.』　監督： ウィリアム・H・ブッシュネル・Jr／主演： ジャック・パランス（1975年）
- 『サンダーボルト救出作戦』　監督： メナハム・ゴーラン／主演： クラウス・キンスキー（1977年）
- 『グローイング・アップ』　監督： ボアズ・デヴィッドソン／主演： イフタク・カツール（1978年）
- 『グローイング・アップ2/ゴーイング・ステディ』　監督： ボアズ・デヴィッドソン／主演： イフタク・カツール（1979年）

### 1980年代
- 『アップル』　監督： メナハム・ゴーラン／主演： キャサリン・メアリー・スチュワート（1980年）
- 『グローイング・アップ3/恋のチューインガム』　監督： ボアズ・デヴィッドソン／主演： イフタク・カツール（1981年）
- 『燃えよNINJA』　監督： メナハム・ゴーラン／主演： フランコ・ネロ（1981年）
- 『ロサンゼルス』　監督： マイケル・ウィナー／主演： チャールズ・ブロンソン（1982年）
- 『チャタレイ夫人の恋人』　監督： ジュスト・ジャカン／主演： シルヴィア・クリステル（1982年）
- 『グローイング・アップ/ラスト・バージン』　監督： ボアズ・デヴィッドソン／主演： ローレンス・モノソン（1982年）
- 『グローイング・アップ4/渚でデート』　監督： ボアズ・デヴィッドソン／主演： イフタク・カツール（1983年）
- 『サハラ』　監督： アンドリュー・V・マクラグレン／主演：ブルック・シールズ（1983年）
- 『ラヴ・ストリームス』　監督： ジョン・カサヴェテス／主演： ジーナ・ローランズ（1983年）
- 『魔人館』　監督： ピート・ウォーカー／主演： クリストファー・リー（1983年）
- 『ニンジャII / 修羅ノ章』　監督： サム・ファーステンバーグ／主演： ショー・コスギ（1983年）
- 『超人ヘラクレス』、監督： ルイジ・コッツィ、主演： ルー・フェリグノ（1983年）
- 『ジャングル・レイダース/黄金のレジェンド』　監督： アンソニー・Ｍ・ドーソン／主演： リー・ヴァン・クリーフ（1983年）
- 『グローイング・アップ5/ベイビー・ラブ』　監督： ダン・ウォルマン／主演： イフタク・カツール（1984年）
- 『ドーバー海峡殺人事件』　監督： デズモンド・デイヴィス／主演： ドナルド・サザーランド（1984年）
- 『ブレイクダンス2/ブーガルビートでT.K.O！』　監督： サム・ファーステンバーグ／主演： ルシンダ・ディッキー（1984年）
- 『地獄のヒーロー』　監督： ジョセフ・ジトー／主演： チャック・ノリス（1984年）
- 『グローイング・アップ6/恋のネイビーブルー』　監督： ダン・ウォルマン／主演： イフタク・カツール（1984年）
- 『マリアの恋人』　監督： アンドレイ・コンチャロフスキー／主演： ナスターシャ・キンスキー（1984年）
- 『ニンジャ』　監督： サム・ファーステンバーグ／主演： ショー・コスギ（1984年）
- 『エクスタミネーター2』　監督： マーク・バンツマン／主演： ロバート・ギンティ（1984年）
- 『スペースバンパイア』　監督： トビー・フーパー／主演： マチルダ・メイ（1985年）
- 『スーパー・マグナム』　監督： マイケル・ウィナー／主演： チャールズ・ブロンソン（1985年）
- 『デルタ・フォース』　監督： メナハム・ゴーラン／主演： チャック・ノリス（1985年）
- 『暴走機関車』、監督： アンドレイ・コンチャロフスキー／主演：ジョン・ボイド（1985年）
- 『ロマンシング・アドベンチャー/キング・ソロモンの秘宝』　監督： J・リー・トンプソン／主演： リチャード・チェンバレン（1985年）
- 『フール・フォア・ラブ』　監督： ロバート・アルトマン／主演： サム・シェパード（1985年）
- 『アメリカン忍者』　監督： サム・ファーステンバーグ／主演： マイケル・ダディコフ（1985年）
- 『P.O.W./地獄からの脱出』　監督： ギデオン・アミール／主演： デヴィッド・キャラダイン（1985年）
- 『デス・オブ・ザ・ニンジャ/地獄の激戦』　監督： エメット・オルストン／主演： ショー・コスギ（1985年）
- 『ダウンタウン・ウォーズ』　監督： ジョエル・シルバーグ／主演： マリオ・ヴァン・ピーブルズ（1985年）
- 『チャック・ノリスの 地獄のヒーロー2』　監督： ランス・フール／主演： チャック・ノリス（1985年）
- 『殺意の絆』　監督： リナ・ウェルトミューラー／主演： アンヘラ・モリーナ（1985年）
- 『地獄のコマンド』　監督： ジョセフ・ジトー／主演： チャック・ノリス（1985年）
- 『スペースインベーダー』　監督： トビー・フーパー／主演： カレン・ブラック（1986年）
- 『コブラ』　監督： ジョージ・P・コスマトス／主演： シルヴェスター・スタローン（1986年）
- 『悪魔のいけにえ2』　監督： トビー・フーパー／主演： デニス・ホッパー（1986年）
- 『必殺マグナム』　監督： J・リー・トンプソン／主演： チャールズ・ブロンソン（1986年）
- 『デス・ポイント/非情の罠』　監督： ジョン・フランケンハイマー／主演： ロイ・シャイダー（1986年）
- 『ファイアーウォーカー』　監督： J・リー・トンプソン／主演： チャック・ノリス（1986年）
- 『トップレディを殺せ』　監督： ピーター・ハント／主演： チャールズ・ブロンソン（1986年）
- 『地獄の遊戯』　監督： サム・ファーステンバーグ／主演： マイケル・ダディコフ（1986年）
- 『オーバー・ザ・トップ』　監督： メナハム・ゴーラン／主演： シルヴェスター・スタローン（1986年）
- 『スーパーマンIV / 最強の敵』　監督： シドニー・J・フューリー／主演： クリストファー・リーヴ（1987年）
- 『バーフライ』　監督： バーベット・シュローダー／主演： ミッキー・ローク（1987年）
- 『ダンサー』　監督： ハーバート・ロス／主演： ミハイル・バリシニコフ（1987年）
- 『マスターズ/超空の覇者』　監督： ゲイリー・ゴダード／主演： ドルフ・ラングレン（1987年）
- 『ゴダールのリア王』　監督： ジャン＝リュック・ゴダール／主演： バージェス・メレディス（1987年）
- 『勇者の大地/フリーダム・ファイター』　監督： リッキ・シェラク／主演： ピーター・フォンダ（1987年）
- 『ブラッド・スポーツ』　監督： ニュート・アーノルド／主演： ジャン＝クロード・ヴァン・ダム（1987年）
- 『NYストリート・スマート』　監督： ジェリー・シャッツバーグ／主演： クリストファー・リーヴ（1987年）
- 『タフガイは踊らない』　監督： ノーマン・メイラー／主演： ライアン・オニール（1987年）
- 『アフリカン・アドベンチャー/そんなバナナ!?』　監督： ボアズ・デヴィッドソン／主演： ドム・デルイーズ（1987年）
- 『アメリカン忍者2/殺人レプリカント』　監督： サム・ファーステンバーグ／主演： マイケル・ダディコフ（1987年）
- 『ブラドック/地獄のヒーロー3』　監督： アーロン・ノリス／主演： チャック・ノリス（1988年）
- 『死海殺人事件』　監督： マイケル・ウィナー／主演： ピーター・ユスティノフ（1988年）
- 『メッセンジャー・オブ・デス』　監督： J・リー・トンプソン／主演： チャールズ・ブロンソン（1988年）
- 『ハンナ・セネシュ』　監督： メナハム・ゴーラン／主演： マルーシュカ・デートメルス（1988年）
- 『マニフェスト』　監督： ドゥシャン・マカヴェイエフ／主演： カミーラ・ショーベリ（1988年）
- 『ザ・ファントム/地獄のヒーロー4』　監督： ウィリアム・タネン／主演： チャック・ノリス（1988年）
- 『サルサ/灼熱のふたり』　監督： ボアズ・デヴィッドソン／主演： ロビー・ロサ（1988年）
- 『サイボーグ』　監督： アルバート・ピュン／主演： ジャン＝クロード・ヴァン・ダム（1989年）
- 『バトルガンM-16』　監督： J・リー・トンプソン／主演： チャールズ・ブロンソン（1989年）
- 『三文オペラ』　監督： メナハム・ゴーラン／主演： ラウル・ジュリア（1989年）

### 1990年代
- 『デルタフォース2』　監督： アーロン・ノリス／主演： チャック・ノリス（1990年）
- 『チャック・ノリスｉｎヘルバウンド/地獄のヒーロー5』　監督： アーロン・ノリス／主演： チャック・ノリス（1993年）
- 『ファイナル・コマンド』　監督： デヴィッド・ワース／主演： マイケル・ダディコフ（1993年）
- 『呪われたナイル』　監督： ジェリー・オハラ／主演： トニー・カーティス（1993年）
- 『ナイト・ハンター』　監督： アルバート・マグノーリ／主演： ジェフ・スピークマン（1993年）
- 『トビー・フーパーのナイトテラー』　監督： トビー・フーパー／主演： ロバート・イングランド（1993年）

### 2000年代
- 『デザート・スコルピオン』　監督： ジョセフ・ジトー／主演： ゲイリー・ダニエルズ（2000年）

## 註
1. ↑   （ヘブライ語）